# Бернет (Тексас)
Бернет (енгл. Burnet) град је у америчкој савезној држави Тексас. Налази се у округу Бернет, чије је седиште. По попису становништва из 2010. у њему је живело 5.987 становника.

## Демографија
Према попису становништва из 2010. у граду је живело 5.987 становника, што је 1.252 (26,4%) становника више него 2000. године.
| Група             | 2000.         | 2010.         |
| Белци             | 3.519 (74,3%) | 4.342 (72,5%) |
| Афроамериканци    | 252 (5,3%)    | 326 (5,4%)    |
| Азијати           | 23 (0,5%)     | 40 (0,7%)     |
| Хиспаноамериканци | 898 (19,0%)   | 1.205 (20,1%) |
| Укупно            | 4.735         | 5.987         |